# Arlen Specter
Arlen Specter, né le 12 février 1930 à Wichita et mort le 14 octobre 2012 à Philadelphie, est un homme politique américain, ancien sénateur de Pennsylvanie au Congrès des États-Unis, de 1981 à 2011. Élu sous la bannière républicaine à cinq reprises entre 1980 et 2004, il change d'allégeance et devient membre du Parti démocrate, le 28 avril 2009. Il est secrétaire du Comité judiciaire du Sénat de 2005 à 2007.
Candidat à l'investiture démocrate de 2010 pour un sixième mandat de sénateur, il est nettement battu par le représentant démocrate Joe Sestak, et cela en dépit du puissant soutien qu'il a reçu de la part de l'établissement démocrate.

## Biographie

### Vie privée
Arlen Specter est né le 12 février 1930 à Wichita, au Kansas. Ses parents, Lillie Shanin et Harry Specter, ont émigré de Russie pour venir s'installer aux États-Unis en 1911.
Le jeune Specter étudie d'abord à l'université d'Oklahoma pour venir ensuite étudier à l'université de Pennsylvanie. Il fait son service militaire dans l'United States Air Force de 1951 à 1953 pendant la Guerre de Corée.
Arlen est marié à Joan Levy avec laquelle il a deux fils Shanin et Stephen.

### Carrière professionnelle
Après être sorti diplômé de l'école de droit de l'université Yale en 1956, il ouvre un cabinet d'avocat Specter & Katz avec Marvin Katz qui est juge fédéral en Pennsylvanie jusqu'à sa mort en octobre 2010.
Sous la houlette du représentant et futur président des États-Unis Gerald Ford, il travaille dans la commission Warren sur l'assassinat du président John Fitzgerald Kennedy. Il est coauteur de la théorie controversée de la balle unique.
En 1965, Specter se présente pour être District Attorney sur un ticket républicain tout en étant enregistré comme démocrate. Il bat facilement le District Attorney sortant Jim Crumlish et change son affiliation en devenant républicain en 1965. Bien que partisan de la peine de mort, comme District Attorney il remet en question la loi sur la peine de mort de la Pennsylvanie en 1972.
En 1976, Arlen Specter participe à la primaire républicaine pour le sénat des États-Unis mais il est battu par le Républicain John Heinz. En 1978, il est de nouveau battu dans la primaire républicaine qui l'oppose à Dick Thornburgh pour le poste de gouverneur de la Pennsylvanie. Après plusieurs années dans un cabinet privé d'avocat avec notamment le prestigieux cabinet juridique de Philadelphie Dechert, Price & Rhoads, il est aussi l'avocat d'Ira Einhorn en 1980 qu'il parvient à faire libérer sous caution. La même année, Specter repart à la conquête du sénat cette fois-ci avec succès. Il prête serment devant le vice-président Walter Mondale et entre en fonction le 5 janvier 1980.

### Maladie et mort
Le 16 février 2005, Specter annonce qu'on lui a diagnostiqué une forme avancée de la maladie de Hodgkin (un type de cancer). Malgré cela, il continue à assurer son travail de sénateur pendant la chimiothérapie, son traitement prend fin le 22 juillet de la même année. Le sénateur du New Hampshire John H. Sununu a rasé ses cheveux par solidarité avec son collègue de Pennsylvanie qui subissait une chimiothérapie et était temporairement chauve. Le 15 avril 2008, il subit une rechute et annonce qu'il lutte de nouveau contre son cancer.
Il subit une nouvelle rechute et meurt en octobre 2012. Il est enterré au comté de Montgomery.

### Carrière politique

#### Sénateur des États-Unis

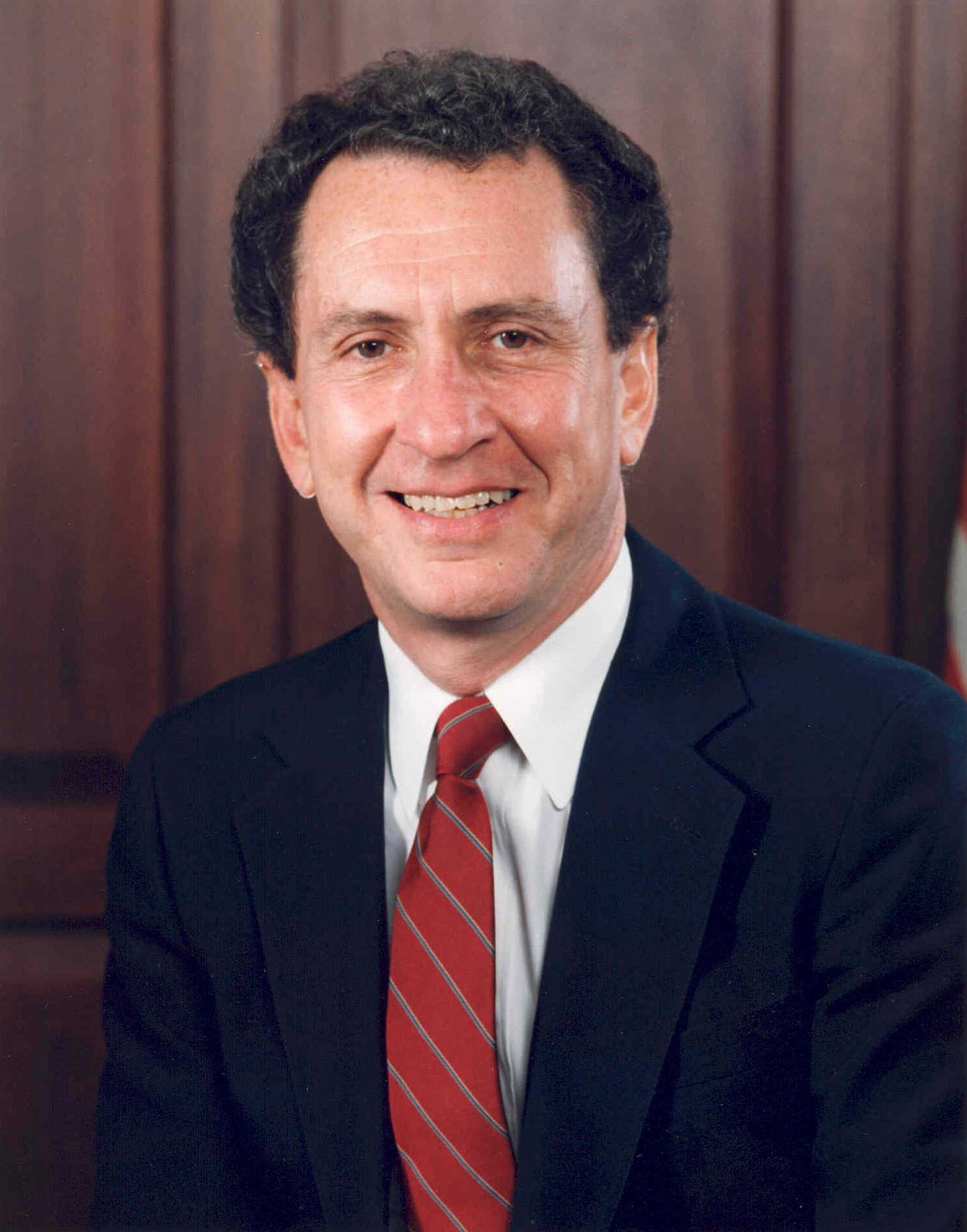
Portrait officiel de Specter.

En 1980, Specter est élu au Sénat des États-Unis au siège laissé vacant par le sénateur républicain de Pennsylvanie, Richard Schweiker. Il est réélu en 1986, 1992, 1998 et 2004.
Ancien candidat aux primaires républicaines de 1996 pour la présidence des États-Unis, il est tour à tour président de plusieurs commissions sénatoriales comme celles des services secrets.
En 1998 et 1999, il critique la conduite de la direction du Parti républicain, acharnée à tenter de destituer Bill Clinton par la procédure de l'Impeachment pour l'affaire Monica Lewinsky. Specter fait partie des républicains à voter l'acquittement mais le seul à utiliser l'expression « not proven » qui n'existe que dans le droit écossais. En 2004, Specter, qualifié de RINO par ses détracteurs conservateurs du parti, se représente pour un nouveau mandat de sénateur mais il doit en passer par des primaires et battre Pat Toomey, un représentant de la droite républicaine qui se présente contre lui. Lors de la campagne, le match Toomey-Specter devient un symbole de la lutte entre modérés et ultras du Parti républicain.
Specter reçoit finalement les soutiens importants de l'autre sénateur républicain de l'État, Rick Santorum, un conservateur et celui du président George W. Bush, qui lui permettent de l'emporter de justesse aux primaires avec 52 % des suffrages.
À l'élection du 2 novembre 2004, Specter est réélu pour la cinquième fois avec 53 % des voix contre 42 % au candidat démocrate Joe Hoeffel et contre Betsy Summers du Parti libertarien, et James Clymer, candidat du parti de la Constitution.
En 2005, en dépit de l'hostilité des éléments conservateurs du Parti républicain, Specter prend la présidence de la commission judiciaire du Sénat, chargée notamment d'approuver la nomination des juges fédéraux et de ceux de la Cour suprême.

#### Un républicain libéral

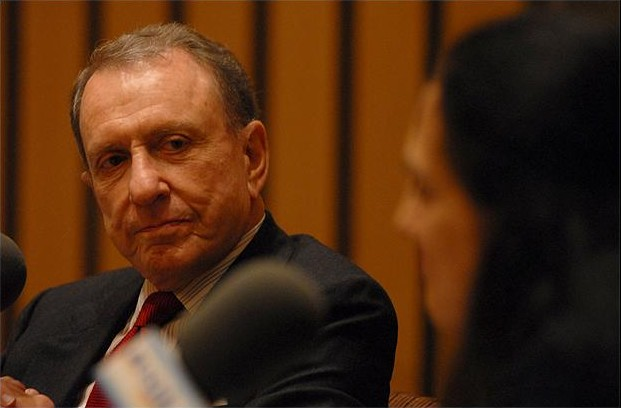
Arlen Specter, en 2006.

Specter est connu pour son hostilité à toute tentative de revenir sur la décision judiciaire Roe v. Wade ayant abouti à la légalisation de l'avortement, en particulier par le biais de la nomination de juges conservateurs à la Cour suprême des États-Unis.
En mai 2005, avec le sénateur républicain conservateur Orrin Hatch, il est le porte-parole de la résistance du Congrès à la menace du président Bush de recourir à son droit de veto contre la loi visant à développer le financement fédéral de la recherche sur les cellules souches embryonnaires, déjà votée par la Chambre des représentants et qui doit encore être présentée et très probablement plébiscitée par le Sénat.
En septembre 2007, il dépose, avec le sénateur démocrate Patrick Leahy, un projet de loi, le Habeas Corpus Restoration Act de 2007, visant à accorder le droit à l'habeas corpus pour tous les détenus de Guantanamo.

#### Specter se joint aux démocrates
De plus en plus mal à l'aise à l'intérieur du Parti républicain, Specter se démarque de la plupart de ses collègues et vote en faveur du American Recovery and Reinvestment Act of 2009, le plan de relance de l'économie américaine voté durant les 100 premiers jours de l'administration du président Barack Obama. Specter est aussi soucieux de se faire réélire dans un État dont les électeurs votent de plus en plus démocrate.
Le 28 avril 2009, il annonce qu'il quitte le Parti républicain et rejoint le Parti démocrate qu'il avait quitté plus de 40 ans plus tôt. Le changement d'allégeance du sénateur Specter renforce la position des démocrates au 111e congrès, faisant passer la majorité démocrate à 57 sénateurs démocrates et deux sénateurs indépendants, Bernie Sanders et Joseph Lieberman, contre 40 républicains (le vainqueur de la course sénatoriale au Minnesota n'ayant pas encore été déclaré à la date de son changement d'allégeance).
Le 18 mai 2010, Specter est battu lors de l'investiture démocrate par le représentant Joe Sestak (46,1 % contre 53,9 %). Cette défaite marque la fin de carrière de l'octogénaire transfuge.

### Arlen Specter US Squash Center
Le centre national de squash, initié par US Squash en 2019 et inauguré en octobre 2021, qui se trouve dans l'université Drexel à Philadelphie est nommé Arlen Specter US Squash Center.